# فرماندهی آماد و پشتیبانی منطقه شیراز نزاجا
فرماندهی آماد و پشتیبانی منطقه شیراز نزاجا، فرماندهی آماد و پشتیبانی منطقه ۲ نزاجا یا فرماندهی آماد و پشتیبانی منطقه جنوبی نزاجا سازمان فرماندهی لجستیک نظامی نیروی زمینی ارتش ایران است، که وظیفه پشتیبانی از کلیه یگان‌های نیروی زمینی ارتش در استان‌های فارس، اصفهان، یزد و هرمزگان را برعهده دارد. تأمین مواد غذایی و وسایل شخصی، همچنین کلیه ساز و برگ نظامی انفرادی، آماده‌سازی و پشتیبانی تجهیزات مهندسی رزمی، تعمیر و تجهیز خودروهای نظامی، پشتیبانی جنگ‌افزار و مهمات در منطقه ۲ آمادی نیروی زمینی ارتش وظیفه این فرماندهی است.
همه آمادگاه‌ها و زاغه‌های مهمات نیروی زمینی ارتش در این استان‌ها زیر نظر این فرماندهی اداره می‌شوند. ستاد فرماندهی این یگان در شهر شیراز قرار دارد.